# Kathoey
A Tailàndia, kathoey (en tailandès: กะเทย, AFI: [kaʔtʰɤːj]) designa la persona l'aspecte extern de la qual era d'un home i ha passat a tenir aparença de dona. És el terme usat en aquest país per a designar a les persones transvestides i a les transsexuals, que també es denominen de vegades ladyboys o tercer sexe.

## Identitat de gènere

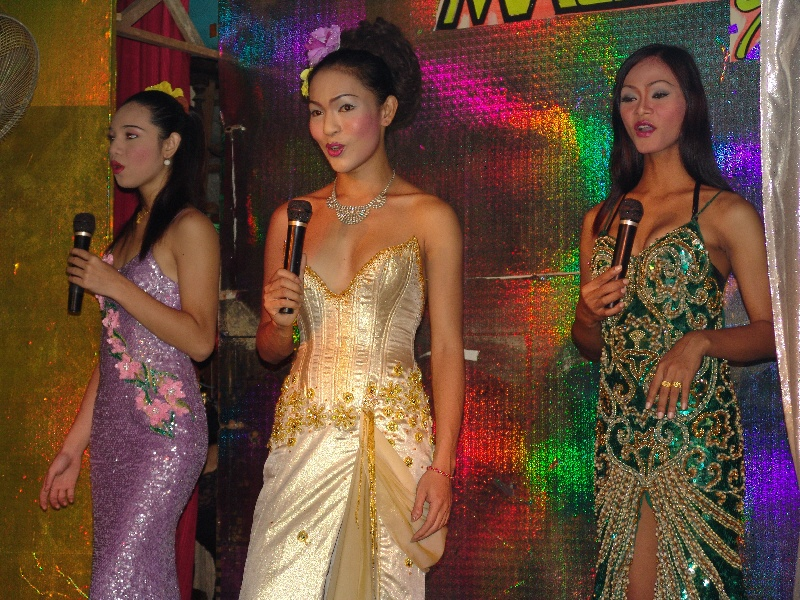
Kathoey

Es consideren a si mateixes dones atrapades en un cos d'home. Moltes adopten aquesta identitat femenina, la qual, d'acord amb un estudi, en la gran majoria de casos a Tailàndia i Laos comença des de molt aviat (7-8 anys), per la qual cosa moltes opten per prendre hormones femenines des d'adolescents (11-12 anys) per a obtenir característiques femenines com ara veu fina, malucs, pits i faccions arrodonides.
A Tailàndia es pot aconseguir hormones receptades legalment per un metge qualificat o sense prescripció en qualsevol farmàcia. Algunes en reunir prou diners decideixen col·locar-se implants de mama i per aconseguir una completa «feminitat» decideixen fer-se una vaginoplàstia.

## Kathoey i societat

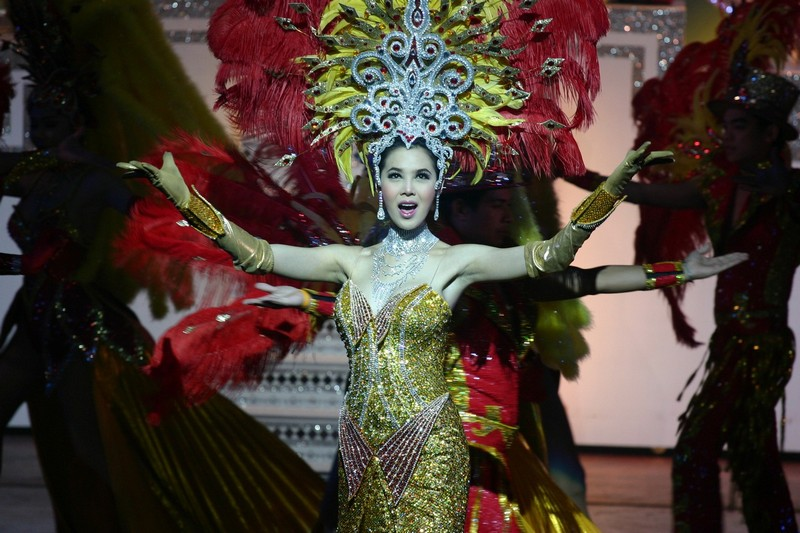
Kathoey en un espectacle de cabaret

Les kathoey són presents en diversos sectors de la població, ja que la cultura budista de Tailàndia dona importància a la tolerància social. Usant la noció de karma, hi ha qui creu que les kathoey van tenir una vida passada de transgressió, per la qual cosa no se les ha de culpar, sinó tenir-ne pietat.
Desenvolupen diferents oficis que van des d'artistes de cabaret, empleades en bars, restaurants i botigues, o treballen en salons de bellesa com estilistes o maquilladores, en agències de viatge o centres turístics, i algunes exerceixen la prostitució.

## Pel·lícules de temàtica kathoey

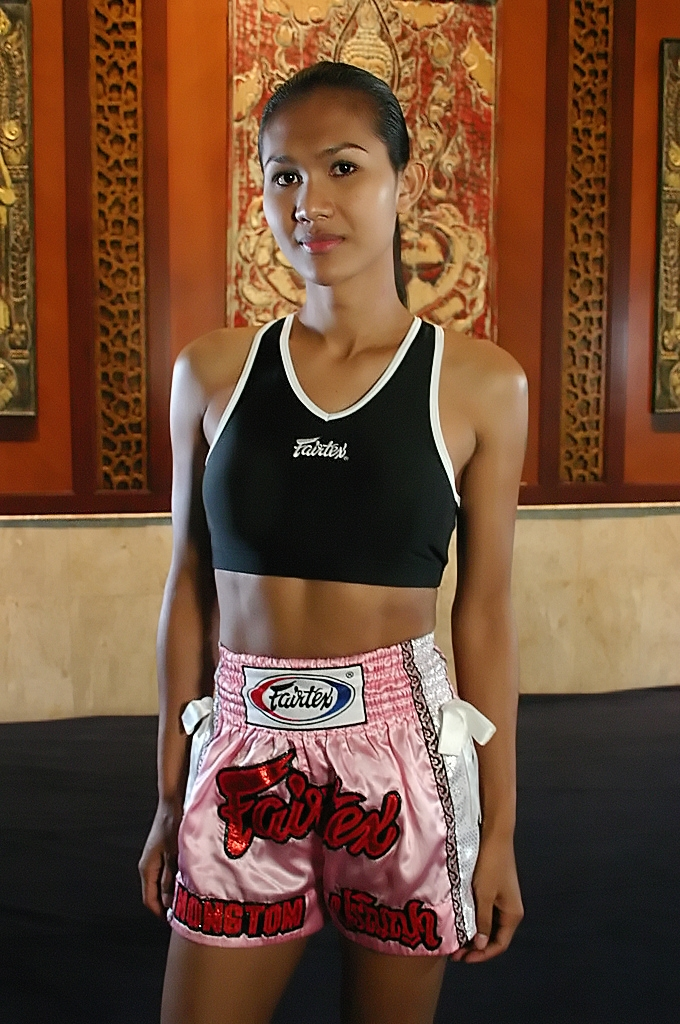
Parinya Charoenphol

El 1996, un grup de voleibol integrat sobretot per gais i kathoey, conegut com «The Iron Ladies», va guanyar el campionat nacional tailandès. El govern tailandès, preocupat per la imatge del país, va decidir eliminar de l'equip nacional a dues kathoey i evitar que competissin internacionalment. Aquesta història és la base de la pel·lícula de 2000 The Iron Ladies, i de la seqüela de 2003 The Iron Ladies 2.
La pel·lícula tailandesa de 2002, Saving Private Tootsie, explica la història d'un grup de gais i de kathoey que han de ser rescatats després d'un accident d'avió en territori rebel de la selva. La pel·lícula explora actituds homòfobes de diverses maneres. S'inspira en un incident de 1998 en què va sobreviure un grup de persones incloent un cantant popular i la seva maquilladora kathoey.
La kathoey més famosa de Tailàndia és la campiona de boxa tailandesa Parinya Charoenphol, la qual vestia com a dona i prenia hormones quan era encara un boxejador popular, competia amb el cabell llarg maquillat i besava al seu contendent derrotat. La seva vida va ser portada al cinema a Beautiful boxer.